# Cisamos

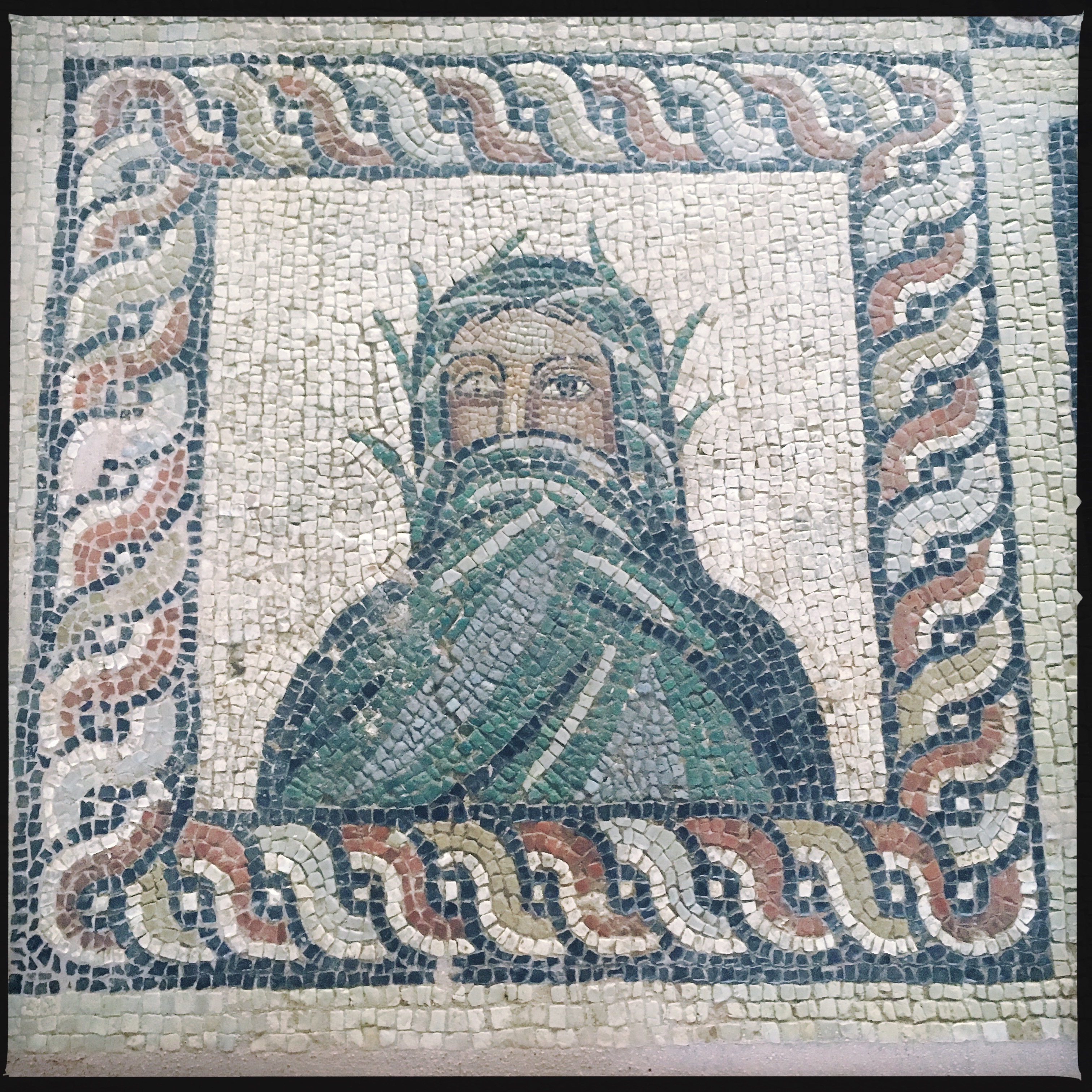
Detail eines Jahreszeiten-Mosaiks aus Cisamos

Cisamos (auch Kisamos und Cisamon) war eine antike Stadt auf Kreta. Es handelt sich um das moderne Kastelli Kisamos.
Der Name der antiken Stadt ist bei Plinius dem Älteren und in der Tabula Peutingeriana überliefert. Auf der spätantiken Tabula Peutingeriana ist Cisamos nur eine von vier Städten Kretas, die genannt werden; die anderen sind Cydonea, Cortina und Hiera. Cisamos war schon früh ein Bischofssitz, was seine Bedeutung in der Antike zusätzlich unterstreicht.

## Geschichte
Wenig ist zur Geschichte der Stadt bekannt, doch war sie offenbar die einzige Stadt auf Kreta, die unter römischer Herrschaft stark ausgebaut wurde. Es gab eine minoische Besiedlung vor Ort. Einige wenige Reste in der Stadt datieren ins 4. Jahrhundert v. Chr. Cisamos war wahrscheinlich zunächst einer der beiden Häfen von Polyrrhenia. Der andere Hafen war Phalasarna, der 69 v. Chr. zerstört wurde. Diese Zerstörung scheint ein wichtiger Grund für den Aufstieg von Cisamos gewesen zu sein, da es nun der einzige Hafen in diesen Teil der Insel war. Etwa zur selben Zeit schwand auch die Macht von Polyrrhenia und Cisamos scheint die Position als wichtigster Ort im äußersten Westen Kretas übernommen zu haben. Der Niedergang von Polyrrhenia und Aufstieg von Cisamos ist mit einem allgemeinen Trend in römischer Zeit in Verbindung zu bringen: Städte, die im Inland auf Bergen lagen, wurden zugunsten von Orten am Meer verlassen. Cisamos erhielt in dieser Zeit nach dem altbewährten Schema des griechischen Baumeisters Hippodamos ein rechtwinkliges Straßennetz. Der rechtliche Status der Stadt ist jedoch unbekannt. Aus dem vierten Jahrhundert stammt der Grabstein des Eutychos, von dem behauptet wird, dass er für den Stadtrat (boule) gearbeitet hat, was wiederum andeutet, dass die Stadt den Status einer civitas libera (freie Gemeinde) hatte. Eine Inschrift belegt die Anwesenheit einer jüdischen Gemeinde.

## Archäologie
Rettungsgrabungen in den letzten Jahrzehnten haben umfangreiche Reste der antiken Staat zutage gefördert, die zum aller größten Teil in römische Zeit datieren. Diese sind zum Teil gut erhalten, was wiederum an einem Erdbeben liegt, das die Stadt im Jahr 365 verheerend vernichtete. Spuren dieses Ereignisses sind im ganzen Stadtgebiet zu beobachten. Leichen wurden in den Ruinen gefunden, die noch Münzen bei sich trugen, die zwischen 355 und 361 geprägt wurden. Vor allem die reiche Ausstattung der Häuser mit Mosaiken fällt auf. Bisher (Stand 2013) sind 18 Exemplare aus der Stadt bekannt.
Der künstliche Hafen der Stadt mit steinernen Molen war noch im 19. Jahrhundert erhalten. Die Agora lag wahrscheinlich im Nordwesten. Hier konnten auch die Reste des bisher einzigen aus der Stadt bekannten Tempels gefunden werden, der wahrscheinlich dem Dionysos geweiht war. Nahe dem modernen Museum wurden die Reste einer christlichen Basilika gefunden. Sie war mit geometrischen Kieselmosaiken ausgestattet. Die Stadt besaß ein Theater und ein Amphitheater. Die Reste, der im 16. Jahrhundert noch erhaltenen Ruinen, waren schon im 19. Jahrhundert vollkommen verschwunden. Vor allem aus dem Theater scheinen künstlerisch hochwertige Bildwerke zu stammen, darunter eine kopflose Panzerstatue des Kaisers Hadrian. Andere Bildwerke stammen aus den Bädern, aber auch aus den Privathäusern der Stadt.

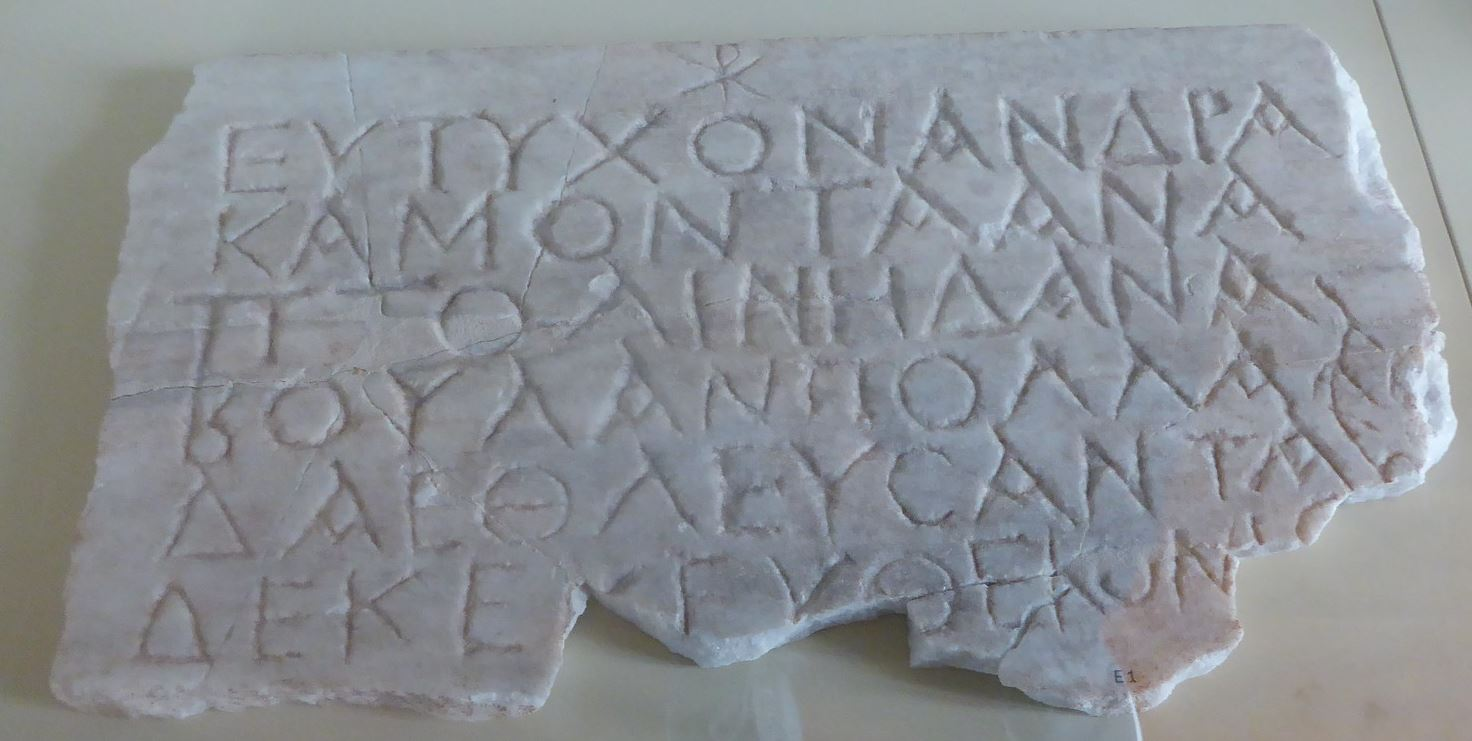
Grabstein des Eutychos, der den Rat der Stadt nennt
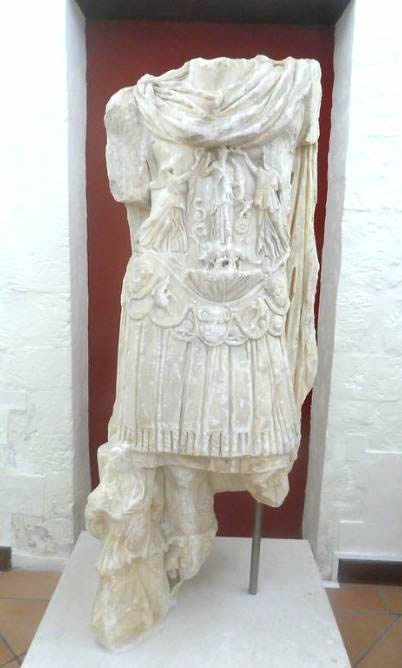
Statue des Hadrian aus Cisamos
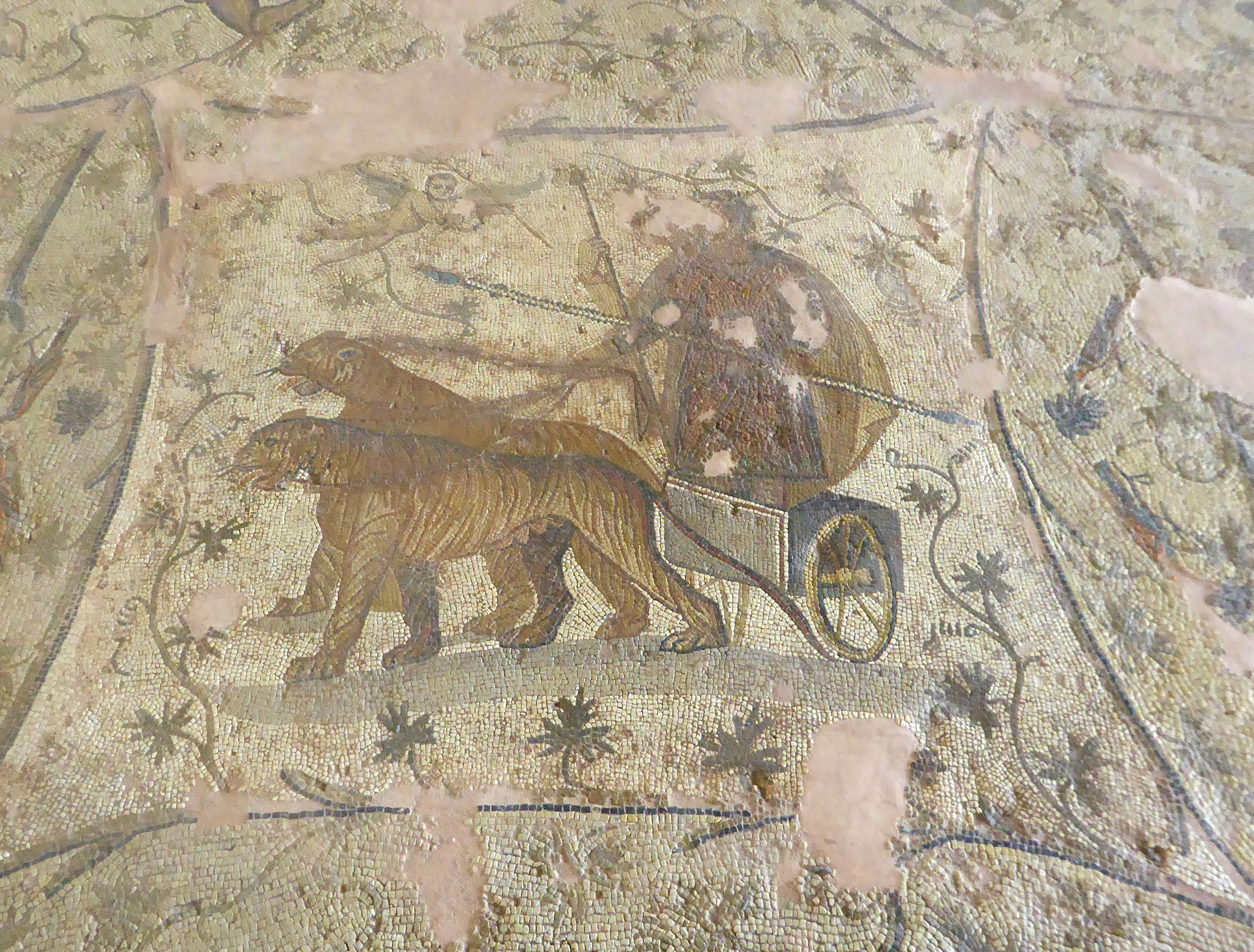
Triumph des Dionysos
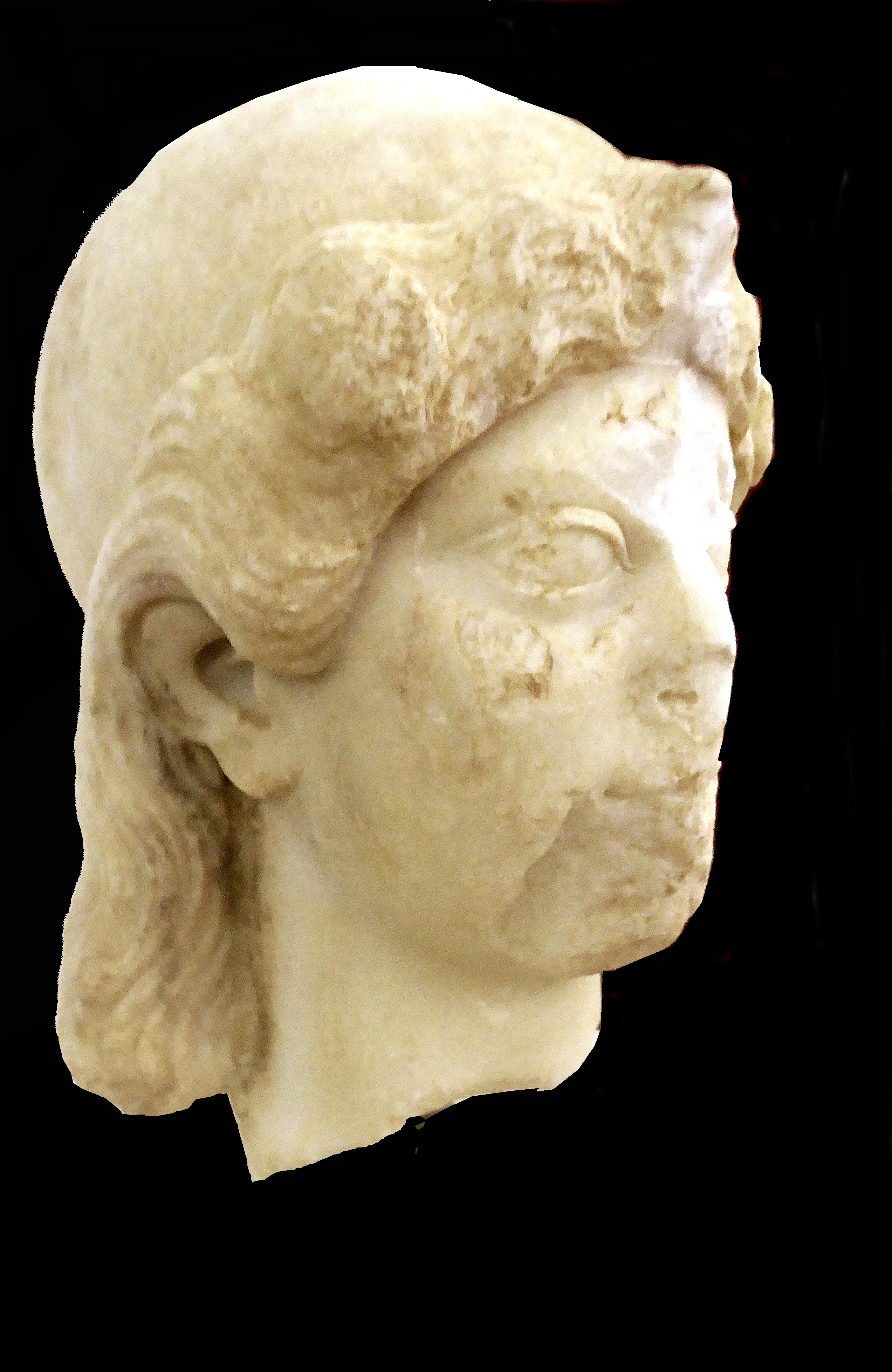
Kopf einer Athena-Statue, römische Kopie einer griechischen Bronzestatue

### Wohnbauten
Zahlreiche Wohnbauten sind im modernen Stadtgebiet ausgegraben worden, viele von ihnen mit Mosaiken. Kein Haus konnte vollständig freigelegt werden. Bemerkenswert ist ein Haus mit sieben Räumen, zwei von ihnen mit Mosaiken, eines davon zeigt Orpheus, das andere die Heirat des Dionysos. Beim modernen Gesundheitszentrum in der Stadt wurde ein weiteres, großes Haus gefunden, das mindestens zwei Stockwerke hatte und als Haus des Phedias bezeichnet wird. Reste eines geometrischen Mosaiks können dem zweiten Stockwerk zugeordnet werden. Es gab ein Peristyl und eine Stoa. Das Haus wurde beim Erdbeben von 365 zerstört. Zwei Leichen wurden gefunden.
Ein schlecht erhaltenes römisches Haus fand sich 1979 im Norden der Stadt. Drei von fünf Räumen besaßen einen Mosaikboden. Der größte Raum war sicherlich einst das Triclinium und enthielt eine gut erhaltenes Jahreszeitenmosaik im Zentrum. Darum angeordnet waren zwei einfachere Mosaiken mit floralen und geometrischen Mustern. Das Hauptfeld zeigt an einem Ende einen Leoparden, der ein Reh jagt. Das anschließende, zentrale Feld zeigt drei tanzenden Figuren. In vier darum angeordneten Feldern sind die vier Jahreszeiten als Büsten symbolisch dargestellt. Vielleicht aus demselben Haus stammt ein 9,70 × 8,00 m großes Mosaik mit dem Triumph des Dionysos als Zentralmotiv. Darum angeordnet sind diverse Jagdszenen. Weitere Szene zeigen das Weinpressen mit Füßen und – vom Hauptfeld etwas abgesetzt– die Heimkehr von der Jagd mit einem Schrein und einer Kultstatue. Motivwahl und Komposition zeugen von afrikanischem Einfluss. Das Mosaik datiert vielleicht ans Ende des zweiten Jahrhunderts n. Chr. Es wurde schon in der Antike mehrmals restauriert.

### Weitere Bauten
Zahlreiche Bäder sind in der Stadt gefunden worden, eines von ihnen war vom ersten bis ins fünfte Jahrhundert n. Chr. in Betrieb.
In der Stadt gibt es zahlreiche Belege für Handwerk. Eine Zisterne wurde ausgegraben. Es gibt Belege für Metallverarbeitung, oftmals in enger Nachbarschaft zu Zisternen. Weiterhin gibt es Belege für Glasverarbeitung. Es gab einen Aquädukt, der die Stadt mit Wasser versorgte.
Es wurden umfangreiche Reste der Nekropolen gefunden. Verschiedene Grabtypen aus dem ersten Jahrhundert n. Chr. sind belegt. Daneben fanden sich Steinkistengräber und Grabkammern des zweiten und dritten Jahrhunderts. Ein spätantikes Grab war mit einem Mosaik ausgestattet.